# Đèo Min
Đèo Min là đèo trên quốc lộ 32A ở vùng đất xã Mỹ Thuận huyện Tân Sơn tỉnh Phú Thọ, Việt Nam .
Quốc lộ 32A ở vùng này nối thị trấn Thanh Sơn 21°13′17″B 105°11′04″Đ / 21,221378°B 105,184575°Đ, theo hướng tây bắc, đến ngã ba xóm Giác 21°16′36″B 104°54′23″Đ / 21,276773°B 104,906292°Đ là điểm nối của Quốc lộ 32B với QL32A, tại xã Thu Cúc huyện Tân Sơn. 
Đèo ở xóm Min 1 xã Mỹ Thuận huyện Tân Sơn. Đỉnh đèo cách thị trấn Thanh Sơn cỡ 22 km, và cách ngã ba xóm Giác cỡ 18 km.